# Gaspard Monge
Gaspard Monge, conte di Pelusium (Beaune, 9 maggio 1746 – Parigi, 28 luglio 1818) è stato un matematico e disegnatore francese, inventore della geometria descrittiva.

## Biografia
Figlio di un venditore ambulante, Jacques Monge, e di Jeanne Rousseau, fu educato in una scuola di Oratoriani della quale divenne successivamente un usciere. 
Una pianta di Beaune, che Monge aveva disegnato ancora ragazzo, venne in possesso di un ufficiale che suggerì alle autorità militari la sua ammissione alla scuola di formazione a Mézières.
La sua nascita, tuttavia, gli precluse l'ammissione alla scuola militare, ma fu accettata la sua partecipazione ad un edificio annesso alla scuola dove veniva insegnato il disegno geometrico, sebbene lui fosse considerato di origini non sufficientemente elevate per poter risolvere problemi di calcolo.
Essendo stato incaricato di disegnare in modo tradizionale la pianta di una fortezza, pertanto dopo molte specifiche osservazioni, la presentò in forma di costruzione geometrica in brevissimo tempo. Inizialmente l'ufficiale in carica rifiutò di riceverlo, perché non riteneva possibile che Monge potesse aver impiegato così poco tempo per effettuare un tale disegno, ma la superiorità di metodo era così evidente che venne accettato.
Nel 1768 Monge fu nominato professore a condizione che i risultati della sua geometria descrittiva rimanessero un segreto militare limitato agli ufficiali superiori. Nel 1780 fu nominato a ricoprire una cattedra di matematica nell'Università di Parigi; tale lavoro, insieme ad alcuni incarichi provinciali, gli diede un reddito medio/alto. Il suo primo elaborato di particolare importanza fu comunicato all'Accademia di Francia nel 1781; in questa opera egli discusse le linee di curvatura disegnate su una superficie.
Monge abbracciò ardentemente le dottrine della rivoluzione. Nel 1792 fu nominato Ministro della Marina e aiutò il comitato di sicurezza pubblica nell'utilizzo della scienza per la difesa della repubblica.
Quando il Terrore salì al potere egli fu denunciato e scampò dalla ghigliottina soltanto grazie ad una fuga precipitosa. Al suo ritorno nel 1794 fu nominato professore nella Scuola Normale; collaborò con Sylvestre François Lacroix.
Nel 1796 fu inviato in Italia con la Commissione per le Scienze e le Arti, e vi soggiornò per quasi due anni. Nel 1798 raggiunse Napoleone Bonaparte in Egitto; dopo le vittorie navali e militari dell'Inghilterra egli fuggì in Francia. A Parigi fu professore all'École polytechnique, in cui insegnava geometria descrittiva, materia della quale pubblicò un manuale. Questo lavoro contiene le proposte sulla forma e sulla posizione relativa alle figure geometriche dedotte tramite l'uso dei trasversali.
La maggior parte dei suoi studi sono contenuti nelle pubblicazioni Applicazione dell'algebra alla geometria (1805) e Applicazione dell'analisi alla geometria la cui quarta edizione, pubblicata nel 1819, è stata modificata da Monge poco prima della sua morte. Contiene tra gli altri risultati la sua soluzione di un'equazione differenziale alle derivate parziali del secondo ordine. Gaspard Monge fu anche il primo sviluppatore della proiezione ortogonale.
Gaspard Monge muore a Parigi il 28 luglio 1818 e, dopo le esequie avvenute nella chiesa di San Tommaso d'Aquino a Parigi, viene sepolto in un mausoleo di Père-Lachaise a Parigi. Le sue ceneri sono state trasferite al Panthéon il 12 dicembre 1989 in occasione del bicentenario della Rivoluzione, insieme a quelle di Grégoire e Condorcet. Gli sono state intitolate 3 navi della Marine nationale, tra cui la BEM Monge (A601).
Gaspard Monge fu membro della Massoneria.